# Kuzmica
Kuzmica is een plaats in de gemeente Pleternica in de Kroatische provincie Požega-Slavonië. De plaats telt 525 inwoners (2001).